# Bubalus palaeokerabau
Bubalus palaeokerabau — це вимерлий вид водяного буйвола, який був ендеміком Яви під час пізнього плейстоцену.
B. palaeokerabau можна відрізнити від останніх домашніх водяних буйволів, завезених на Яву, за їх більшим розміром і надзвичайно довгими рогами, довжина яких може бути близько 2,5 м від кінчика до кінчика.